# Vodenjak (Ist)
Koordinati:   44°15′46″N, 14°44′04″E
Vodenjak je majhen nenaseljen otoček v Jadranskem morju, ki pripada Hrvaški.
Vodenjak leži okoli 0,5 km zahodno od Ista, pred vhodom v preliv Škardska vrata. Njegova povrčina meri 0,117 km². Dolžina obalnega pasu je 1,84 km. Najvišji vrh na otočku je visok 19 mnm. 